# 최화정, 주영훈의 D-day
《최화정, 주영훈의 D-day》는 대한민국의 MBC에 방송됐던 예능 텔레비전 프로그램인데, 생리적인 용어까지 남발하는 저질 토크로 비난을 사 시청률 부진을 면치 못하여 조기 종영되는 비운을 맞았다.
한편, 메인 MC 최화정은 해당 프로그램 때문에 그 동안 공동 진행을 맡아 온 iTV 《3일간의 사랑》에서 1999년 9월 8일 방영분을 끝으로 빠졌는데 같은 해 9월 6일 월요일 동시간대 MBC 《백지연의 백야》에 게스트로 나와 "겹치기 출연"을 하여 비난을 받은 것이 컸으며 당시 《3일간의 사랑》 공동 진행자였던 김원희는 해당 프로그램(D-day) 8회(2000년 1월 31일) 게스트로 출연했었다.
결국 《3일간의 사랑》 최화정 후임으로는 손창민이 1999년 9월 13일부터 투입됐으나 그 해 12월 13일 SBS 월요일 동시간대 《이홍렬쇼》'참참참' 코너에 출연하여 따끔한 눈초리를 샀으며 이 일로 인해 《3일간의 사랑》은 2000년 11월 7일부터 화~목요일 밤 8시 50분으로 조정됐고 손창민은 2001년 2월 7일 방송분을 끝으로 MC 자리에서 물러났다.

## 방송 일정
- 1999년 12월 6일 ~ 2000년 2월 7일 : 매주 월요일 밤 11시 ~ 11시 50분

## 진행자
- 최화정
- 주영훈

## 역대 코너
- Feel So Good

## 결방
- 1999년 12월 20일 - <민족통일 음악회> 편성[5]